# 韓國瑜市府
韓國瑜市府是指在2018年12月25日至2020年6月12日第三屆高雄市市長韓國瑜在宣誓就職之後所組成的高雄市政府內閣行政團隊。
2018年12月25日，韓國瑜在愛河畔就任第三屆高雄市市長，以中、英文發表演說。就職典禮的室外會場一度公告從22日起封路6條街5天，後調整為不到3天，期間也分階段開放，降低交通衝擊，韓國瑜則表示選擇在戶外舉辦是希望推銷高雄、愛河。晚間兌現選前承諾，夜宿高雄果菜運銷股份有限公司。
2020年6月6日，韓國瑜遭到罷免，6月12日市府團隊隨之解散。

## 市府內閣
以下是韓國瑜任高雄市政府時的首長名單：
| 首長職稱 | 首長姓名 | 首長經歷 | 曾任該職 |
| -------- | -------- | --- | -------- |
| 市長     | 韓國瑜   | 臺北農產運銷公司總經理、立法委員（第2、3、4屆）、臺北縣議員（第12屆）、臺灣省立花蓮師範學院講師、世界新聞傳播學院講師、中國文化大學推廣教育中心、中國國民黨高雄市黨部主委              |          |
| 副市長   | 葉匡時   | 交通部部長、政務次長、行政院研究發展考核委員會副主任委員、桃園國際機場公司首任董事長、政治大學科技管理與智慧財產研究所教授、中山大學企業管理學系系主任、EMBA執行長、高雄市政府代理市長 |          |
| 副市長   | 李四川   | 中國國民黨秘書長、行政院秘書長、新北市副市長、臺北縣副縣長、臺北縣政府工務局局長、臺北市政府工務局衛生下水道工程處處長、臺北市政府工務局新建工程處總工程司及處長                       |          |
| 副市長   | 陳雄文   | 勞動部部長、高雄市政府科長、臺北市政府建設局局長、臺北市副市長 | 洪東煒   |
| 秘書長   | 陳鴻益   | 高雄市政府技監、內政部主任秘書、高雄縣政府主任秘書、高雄縣政府科長、高雄市政府地政處股長                                                                                               | 楊明州   |
| 副秘書長 | 張裕榮   | 立法院法制局簡任副研究員、高雄少年及家事法院少年調查保護官兼組長、台南、高雄地方法院觀護人、高雄市新興區公所課員                                                                       |          |
| 副秘書長 | 王啓川   | 高雄市政府參事、高雄市政府都市發展局局長、副局長、總工程司、處長、科長 |          |
| 副秘書長 | 林淑娟   | 高雄市政府參事、高雄市政府民政局副局長、主任秘書、高雄市新興區公所區長 |          |

### 一級機關首長
| 首長職稱                          | 首長姓名 | 首長經歷 | 曾任該職       |
| --------------------------------- | -------- | --- | -------------- |
| 毒品防制局局長                    | 阮清陽   | 內政部警政署保安警察第五總隊總隊長 |                |
| 行政暨國際處處長                  | 蔡淑貞   | 高雄市政府行政暨國際處副處長、高雄市政府秘書處副處長、高雄市政府水利局主任秘書、高雄市政府研究發展考核委員會專門委員、高雄市政府研究發展考核委員會組長 | 王智立、丁樂群 |
| 財政局局長                        | 李樑堅   | 義守大學副校長、義守大學財金系主任、義守大學推廣教育中心主任、高雄市科技管理學會理事長、高雄市產業發展協會理事長 |                |
| 地政局局長                        | 黃進雄   | 高雄市政府專門委員、地政處副處長、地政局副局長 |                |
| 民政局局長                        | 曹桓榮   | 高雄青工總會秘書長、民營金控協理、家扶中心扶幼委員及公益基金會、校友會社團幹部、青年活水營幹部、大學講師 |                |
| 法制局局長                        | 吳秋麗   | 執業律師、法律扶助基金會扶助律師暨審查委員 |                |
| 觀光局局長                        | 邱俊龍   | 高雄市政府觀光局代理局長、高雄市政府觀光局副局長、高雄市政府觀光局專門委員、高雄市政府交通局科長、高雄市政府捷運工程局正工程司、高雄市政府捷運工程局股長、高雄市政府捷運工程局副工程司、高雄市政府捷運工程局幫工程司、臺北市交通管制工程處設計師                                                             | 潘恆旭         |
| 新聞局局長                        | 鄭照新   | 國民黨文傳會副主委、立法委員馮定國辦公室助理、台中廣播總經理特助、Open KMT副執行長、立法委員江啟臣辦公室特助 | 丁樂群、王淺秋 |
| 工務局局長                        | 吳明昌   | 高雄市觀光局副局長、高雄市工務局養工處處長 |                |
| 水利局局長                        | 李戎威   | 水利工程顧問、台北縣水利局局長 |                |
| 衛生局局長                        | 林立人   | 衛福部中央健康保險署高屏業務組組長、高雄縣衛生局局長 |                |
| 經濟發展局局長                    | 伏和中   | 大強鋼鐵股份有限公司董事長、金屬研究發展中心執行長、台灣輕金屬協會理事長、國立高雄科技大學模具工程系教授 |                |
| 環境保護局局長                    | 王玨     | 高雄市政府參事 | 袁中新         |
| 捷運工務局局長                    | 范揚材   | 交通軌道顧問、交通部高鐵局組長 |                |
| 教育局局長                        | 吳榕峯   | 臺中市私立華盛頓高級中學校長、台中市教育局局長 |                |
| 交通局局長                        | 鄭永祥   | 國立成功大學交通管理科學系教授、國立高雄科技大學運籌管理系助理教授、交通部高鐵局工程司、一卡通公司董事 |                |
| 農業局局長                        | 吳芳銘   | 嘉義縣政府副縣長、文化觀光局局長、民政處處長、民主進步黨中央黨部青年發展部副主任、主席室副主任、立法委員張花冠國會辦公室主任、願景國際有限公司執行長 、亞太電信股份有限公司主任秘書、首席協理、中國文化大學大眾傳播學系講師                                                                                  |                |
| 都市發展局局長                    | 林裕益   | 農委會水土保持局總工程司、台北市產業發展局副局長 |                |
| 社會局局長                        | 黃淵源   | 高雄市教育局議會聯絡人、高雄市立海青高級工商職業學校教師、高雄市立楠梓高級中學教師、高雄市私立中華藝術學校教師、2009高雄世界運動會設備組組長、高雄市政府共職營講師 | 葉壽山         |
| 勞工局局長                        | 王秋冬   | 臺中市政府民政局局長、台中市議員、行政院中部聯合服務中心副執行長、中國國民黨台中市黨部副主任委員 |                |
| 消防局局長                        | 黃江祥   | 高雄市政府消防局副大隊長、大隊長、副局長 |                |
| 海洋局局長                        | 趙紹廉   | 新北市政府顧問、捷運工程局局長、交通局局長、交通部高速鐵路工程局副總工程司、桃園縣政府交通處處長、臺北市政府捷運工程局處長、臺灣港務股份有限公司董事 |                |
| 警察局局長 （地方同意、中央任命） | 李永葵   | 新竹市警察局副局長、臺中市警察局副局長、臺北市政府警察局督察室督察、臺北縣政府警察局土城分局分局長、臺北市政府警察局中正第二分局分局長、臺北市政府警察局中山分局分局長、臺中港務警察局局長、臺中港務警察總隊總隊長、嘉義縣警察局局長、高雄市政府警察局督察長、高雄市政府警察局副局長、保安警察第三總隊總隊長 |                |
| 文化局局長                        | 林思伶   | 教育部政務次長、留美教育科技博士、輔仁大學教育發展研究所長、輔仁大學行政、學術副校長、文藻外語大學校長 |                |
| 運動發展局局長                    | 許文宗   | 高雄市立楠梓高級中學校長、高雄市政府教育局機要秘書、股長、督學、科長、主任秘書 | 程紹同         |
| 青年局局長                        | 林鼎超   | 高雄市政府青年局籌備處主任、高雄市政府勞工局秘書、青興資本股份有限公司營運長、Evenstar Group 投資經理、中國信託商業銀行─大陸事業處/香港分行經理、兩岸暨跨境創新創業交流協會 發起人/常務理事 |                |
| 研究發展考核委員會主委            | 李銘義   | 陸委會科員、義守大學副教授、美國喬治·華盛頓大學國際關係學院訪問學者、國立屏東大學教育行政研究所所長 |                |
| 原住民族委員會主委                | 吳慧琴   | 大學講師、新竹縣副縣長秘書、財團法人原住民族文化事業基金會監察人、台東縣政府原住民行政處處長 |                |
| 客家事務委員會主委                | 黃永卿   | 三軍聯合作戰參謀官、獅子會會長、保險公司業務襄理 |                |

## 選前政見
2018年9月19日，韓國瑜在國民黨高雄市黨部舉行的行動中常會中，公布「選舉八不政策、十大競選支票」。
十大競選支票

一、落實中英文雙語教育
打造高雄新世代與世界無縫接軌，讓下一代出路海闊天空！
二、領導招商引資小組
市長親自擔任小組長，全力爭取外商投資高雄，繁榮經濟！
三、推動「南南合作」
爭取農、漁、畜、工業、科技產品外銷訂單，打入大陸南方及東南亞市場，增加市民收入！
四、發展旅遊產業鏈
推動醫療美容、愛情產業、地方特色旅遊，讓高雄成為好吃、好玩、浪漫的觀光勝地！
五、南海科技首都
升級高軟園區，整合港都空海優勢，提升高科技產業發展！
六、優化整體高雄交通網路
改善轉乘接駁，規劃完善捷運網，強力推動「路平專案」，順暢高雄交通！
七、向校園毒品宣戰
集校區、社區、警區三區力量，聯手防治毒品問題，讓校園毒品一掃而空！
八、成立「青年局」，催生青年創業基金
解決青年就學、就業、創業以及住宅問題，吸引北漂青年返鄉服務！
九、推行世代共好政策
發展托育、扶老的照護產業，解決育兒養老問題！
十、改善空污、水質
監督燃煤品質，優化水質，還給市民乾淨的飲用水和天空！

## 任内施政
2019年6月28日上午，高雄市政府召開記者會，公布市府團隊上任半年來14項政績成績單。

### 施政滿意度
| TVBS （页面存档备份，存于）   | 2019年3月27日  | 47%   | 28%   | 25%   |
| 風傳媒 （页面存档备份，存于） | 2019年3月27日  | 44.1% | 32.4% | 23.5% |
| 遠見 （页面存档备份，存于）   | 2019年6月1日   | 57.9% | 26.6% | 14.5% |
| 綠黨 （页面存档备份，存于）   | 2019年12月17日 | 33.9% | 57.8% | 8.3%  |
| 卓越 （页面存档备份，存于）   | 2019年12月29日 | 32.4% | 66.4% | 1.2%  |
| TVBS （页面存档备份，存于）   | 2020年2月7日   | 33%   | 54%   | 13%   |
| TVBS （页面存档备份，存于）   | 2020年5月20日  | 27%   | 50%   | 23%   |

### 經貿
截至5月底，高雄市對海外銷售的農漁產和花卉訂單總價值（含MOU訂單）94億新臺幣。但依據新聞報導，農產品執行率20％，漁產品執行率則只有1.78％。

### 觀光業
1月至5月，高雄觀光旅館住宿達77.5萬人次，比去年同期增加20.69%。
4月23日下午，韓市長帶領多位市議員搭港輪游覽亞洲新灣區、愛河灣區的美景以推銷高雄觀光。
在6月30日的新竹縣造勢大會上，韓市長公開呼籲韓粉在7月6日（原定7月6日舉辦的高雄造勢活動已取消）穿上國旗衣拿上國旗到高雄來觀光消費，振興高雄的庶民經濟，當天韓也出現在多個旅游景點感謝支持者。

#### 商圈夜市
六合夜市、新堀江商圈、瑞豐夜市、凱旋夜市、青年夜市。

#### 每月代言人
- 一月：白冰冰
- 二月：陳文茜
- 三月：榮念曾
- 四月：莊智淵
- 五月：波特王
- 六月：虎妮
- 七月：史努比
- 八月：史努比[14]
- 九月：利菁[15][16]
- 十月：吳比[17]

#### 愛情產業
2019年5月25日下午，高雄市民政局主辦的百對高雄新人在愛河畔的集團婚禮由韓國瑜主持。
2019年8月7日七夕節，韓出席愛河水漾嘉年華（8月3日至11日舉辦）七夕活動，百對情侶參加。
8月30日下午，韩出席“愛情摩天輪”招商说明会，說明會吸引來自歐美、港日、台灣40廠商70人參與。韓表示未來愛情摩天輪將結合星級酒店與綜合商場，創造3,000個工作機會。现有4處待选的建議開發基地，經發局長伏和中称若用地協調、招標議約一切順利，2020年4月可正式與廠商簽約。

#### 醫療觀光
3月8日，市府召開記者會宣布2019高雄醫療觀光元年啟動，市府已成立跨局處、跨產業的醫療觀光推動小組，結合高雄五大醫院及觀光旅遊業者，建立高雄醫療觀光網頁平台，首波會推出高階健檢及醫美套裝行程。

#### 軍事觀光
5月2日，市府開啟第一個軍事觀光景點——軍事遺址鼓山洞，它是二戰日治時期鐵道部興建，戰時提供員工及旅客避難的大型防空隧道。5月3日首發團開始參觀，每週四至週日開放，每日5梯次，每次限額40人。未來還會有其他軍事遺址對游客開放。

### 招商引資
大幅精簡化工廠登記申辦流程；提升展覽館的使用率；企業投資洽談金額超過3,600億元。但被民進黨質疑大多都是在2017－2018年就已經談好的投資案。

### 雙語教育
重視英語學校教育和社會機構培訓。
雙語政策「4箭齊發」：第一，加强與國外大學和高中的連結；第二，開設國際AP多元選修課程；第三，開拓外籍教師聘請資源；第四，小學英語師資共聘巡迴。
2月22日，市府找電台與大專院校合作開播雙語廣播節目。
7月1日，高雄今年第一個雙語暑期夏令營在鹽埕國中開幕。

### 文化
市長推薦高雄市民每月讀一本好書活動自二月開始舉行，由高雄市立圖書館主辦，並現金獎勵12篇讀書心得投稿優秀作品（12篇總獎金15萬），這是他任北農總經理時鼓勵員工多讀書的一種做法。
- 二月：《在世界地圖上找到自己》（作者：嚴長壽/2017年出版）[29]
- 三月：《旅行與讀書》（作者：詹宏志 /2017年出版）[30]
- 四月：《福爾摩沙大旅行》（作者：劉克襄/1999年出版，2015年修訂版）[31]
- 五月：《哈佛教我的18堂人生必修課》（作者：尤虹文 /2013第一版、2019第二版）
- 六月：《請問侯文詠：一場與內在對話的旅程》（作者：侯文詠/2014年出版）
- 七月：《用一天說歷史》（作者：Greg Jenner/年出版）[32]
- 八月：《人生需要經營，也要適度放過自己》（作者：王學呈/2019年出版）[33]
- 九月：《奇蹟男孩》（作者：R. J. 帕拉秋/2017年出版）
- 十月：《美丽岛诗选》（作者：余光中/2018年出版）

7月1日下午，「兩岸電影展」在愛河畔的高雄市電影館舉行開幕典禮，這是兩岸電影節第二次在高雄舉辦，自當天開始會進行一連3天共6場影片的放映及2場講座。7月12日，“重溫風華年代 甄珍高雄影展”開幕，甄珍、李行、郭南宏、朱延平、王童、李崗、秦祥林、向華强、謝賢、呂良偉等超過50位華語影人齊集，届時會放映《心有千千結》等14部數位修復過的甄珍主演的電影代表作，7月13日至7月28日在「in89駁二電影院」放映。

### 修路治水
拆除5座路橋，填平了一個地下道，修補了55處箱涵，重新鋪設了135條道路面積約183萬平方公尺，比去年同期增加95%。
完成111公里的排水溝清疏，動用第二預備金6,000萬。聘請李鴻源教授為治水總顧問。
容易淹水地點共68處，已經改善14處。李教授認爲要徹底解決所有淹水點要花兩年時間和二十多億經費。
中山四路、沿海路重鋪（2018年9月至2020年5月）：中山路改善計畫於2018年9月12日展開第一波修路工程，工期約30天。10月1日代理市長許立明視察完工路段品質，說養護人員日夜趕工，進行軟弱路段的路基強化，再於路面面層分4層，每層5公分逐層鋪築，這是媲美高速公路的平坦度。。前高市代理市長許立明，認為中山、沿海路，每日有三萬多輛重車輾壓、路況不佳，全路段將重新刨鋪。經賴瑞隆爭取，經濟部於一〇七年度核定前瞻七．五億元中山、沿海路道路改善、五三二九萬元大業北路道路改善、另有六八三九萬元道路改善，改善道路總長約十六公里，分階段完成。於2020年，高市小港區中山四路、沿海路面改建完成，市長韓國瑜5月1日見證表示，感謝工務局團隊努力提前60天高規完工，自信品質最頂級。

### 防疫
- 登革熱

2月1日，高雄市前鎮區興邦里20多歲女性出現發燒、頭痛、肌肉痠痛及關節痛等症狀至診所就醫並診斷疑似感冒，隔日因症狀未緩解再度前往醫院就醫。就醫後登革熱NS1快篩陽性，經通報檢驗確診感染登革病毒第二型，目前個案住院防蚊隔離中。
高雄市政府於6月14日傍晚送出公文向中央政府提出5,318萬登革熱防治經費，衛福部於週末加班協助審查向行政院提出申請，行政院於6月19日全數核定，於6月24日發函回復高雄市政府，先行核定撥款2,660萬元。
為登革熱疫情，先動用第二預備金4,000多萬元，本土發生的登革熱第四型民眾大多無抗體，交叉感染會提高致死率。6月13日參加行政院會向行政院爭取防疫經費（5300多萬）、捷運綫、大機場等項目支持。多次開網絡直播（6月，7月2日下午），6月17日上午拜訪立法院的高雄市立委和國民黨籍立委，求協助登革熱補助；6月17日晚到五甲龍成宮上中天電視政論節目《新聞深喉嚨》在戶外現場向中央政府喊話撥款。6月21日，市府召開第三次登革熱防治工作協調會，要各部會攜手合作全力防堵疫情蔓延。6月28日，高雄總共累積27個病例，市長到新增病例的三民區安吉里視察。7月1日，韓到高雄三民區視察防治登革熱的國軍噴藥工作。
- 嚴重特殊傳染性肺炎（COVID-19)

為因應2019冠状病毒病疫情，高雄市長韓國瑜於參與1月31日行政院的COVID-19防疫會議後，說明自己在會議上提出的看法，其中一項是要在高雄設置一個肺炎大型收容所。高雄市副市長李四川2月1日受訪表示，市府團隊當時在應變中心會議上討論的做法是比照當初SARS疫情，先規劃找到可以暫時做為收置場所的相關閒置營區，再跟國防部協調預借，並視未來疫情狀況進行下一步施工作業。

### 反毒
4月3日晚，韓市長率領警隊到夜店掃毒臨檢。
5月10日，韓市長出席高雄反毒教育展，呼籲大衆遠離毒品並再次向毒品宣戰。他也為6月份在高雄舉行的全國反毒博覽會拍攝宣傳影片。
9月28日，反毒志工大會師在四維行政中心舉行，共有47個反毒志工團體、千餘位志工參與，韓市長出席活動並為志工授旗。

### 青年創業就業
2019年7月27日，韓市長出席在新北市舉辦的北漂就業博覽會，向在外打拚的高雄青年子弟招手歸鄉奮鬥。
10月1日上午，籌備五個多月的高雄市政府青年局在高雄國家體育場正式成立，韓市長致詞時表示，高雄成立青年局的主要目的，就是讓北漂的青年可以返鄉，在創業之初可以獲得創業基金，青年局透過編列3億元的預算及7.5億銀行貸款加上民間籌資，總計約30億元規模來幫助青年創業，包括青年多元培訓、青年職涯發展、青年公共參與、創業資源整合及青創深化輔導等。首任局長林鼎超也於今日移師到高雄國家體育場舉辦的市政會議中宣誓就職。

### 弱勢群體
發放42萬張安心餐券，惠及6,600位家庭經濟困難的國中生與小學生。高雄市去年約有300名未成年少女未婚懷孕，市府推動「珍珠計畫」，設立「珍珠小棧」，幫助未成年的懷孕少女，並募得捐款新台幣500萬元；首座「珍珠小棧」設在鳳山社福中心。
夜宿基層
（每月一次）：
- 高雄果菜市場：2018年12月25日晚[70]
- 永安兒童之家：2019年1月19日晚[71]
- 彌陀區漁會：2019年2月18日晚[72]
- 計程車運將傢：2019年3月5日晚[73]
- 大林蒲勞工宿舍：2019年4月23日晚[74]
- 大社單親家庭：2019年5月30日晚[75]
- 林園環保志工家：2019年6月26日晚[76]
- 茂林原住民傢：2019年7月24日晚[77]
- 新住民家：2019年8月29日晚，座谈会结束后因身體不適取消夜宿[78]
- 社會局無障礙之家：2019年9月30日晚[79]

### 處理前屆市府訴訟案
就任後，韓簽准慶富案移送臺灣高雄地方檢察署。
2019年7月31日，高雄市國民黨籍議員陳麗娜（擔任氣爆善款運用調查小組召集人）等人質疑陳菊市府當時在2014年高雄氣爆事故律師訴訟費（6,532萬律師及裁判費）和氣爆紀念裝置藝術花費（2,530萬元）上支出過多，涉嫌造價過高、採購過程違法，呼籲市政府盡快將該案送交檢調偵辦。後韓國瑜競選辦公室副執行長許淑華偕同陳麗娜、市議員李雅靜以及立委陳宜民、國民黨立法院黨團總召曾銘宗舉行記者會揭露善款遭挪用項目，指稱陳菊市府秘書長李瑞倉把氣爆善款當成「陳菊小金庫」，認為李已違反「高雄市法制作業準則」、違反「公益勸募」條例，呼籲內政部和監察院介入調查。他們表示，其中陳菊市府觀光局挪用150萬善款到日本大阪4天，以推廣觀光為名，行旅遊之實；在2018年地方選舉前還用善款補助民眾前往2018年臺中世界花卉博覽會參觀。

2009年，莫拉克台风导致小林部落滅村事件，村民提起國賠訴訟。在第二審中，臺灣高等法院高雄分院判決住在土石流潛勢區的15戶災民因公務員未負起「強制」撤離之責，可獲國賠。韓國瑜上任後宣布放棄上訴，以終止10年纏訟並寬慰受災民衆，並表示村民應付訴訟費200萬元將由其負責。
林國慶在2019年8月8日晚上直播公益拍賣，籌得168萬元，全部捐出做為裁判費用。

### 重大工程計劃
4月上旬，韓在接受《聯合報》的專訪時表示，高雄經濟脫胎換骨需要「四個一」，即一座國際大機場、一個完整的捷運線、一個自由經濟貿易區和一個真正專屬的石化專區，而這些項目都需要中央政府的大力支持。民進黨中央政府對上述項目的反對，被媒體人認爲是韓決定參選總統的動力。
- 一座國際大機場：小港機場已不能滿足需求，南臺灣人出國大多要到桃園機場乘機；需要一座24小時、雙跑道、能停波音747的國際化機場，市府已專案討論過，場地選在彌陀，估計需花費3千至4千億元[90][91]；
- 一個完整的捷運線：
- 一個自由經濟貿易區：
- 一個真正專屬的石化專區：

## 相關事件

### 2019年

#### 第1季
2019年1月17日，首次前往高雄市議會接受高雄市議員質詢，針對議員提出「慶富案」等內容回應。。為專心市政，於1月19日卸下國民黨高雄市黨部主委一職。。2019年2月農曆新年期間，韓國瑜就高雄湧現的觀光人潮，認為台灣長期以來「重北輕南」， （页面存档备份，存于）。但今年人潮恰似「重南輕北」。17日，韓國瑜再提及重北輕南並指全台灣都欠高雄，因行政院院長蘇貞昌要求高雄市政府申請前瞻計畫補助要全部改寫，直播說「什麼意思？希望高雄失敗嗎？繼續窮困嗎？還是希望韓國瑜施政上摔死」。19日，蘇貞昌否認，強調這是韓國瑜搞錯。交通部部長林佳龍則表示，國家重大建設審查期間（尤其是綜合規劃階段），碰上地方政府交接，都會發文詢問，這是一般的行政程序。
2019年2月22日，韓國瑜就任高雄市市長後首度與外國媒體會面。在被问到他如何看待中國國民黨主席吳敦義提出的若中國国民党2020年重返执政，将与中国大陆洽签两岸和平协议。韩国瑜表示，目前在台湾谈中國統一，完全没有市场，「现在此时此刻的台湾大多数的民众，对统一绝对是处于一种疑虑的心理状态，甚至是恐惧的、拒绝的。这个时候，任何政治菁英讲统一，是跟广大台湾民众民意相违背的。」
2019年2月24－28日，韓國瑜出訪馬來西亞、新加坡推廣高雄的農漁產品，見證高雄與兩國5家業者分別簽署合作意向書，總值約2億4千萬新台幣。並與馬來西亞檳城州議會議長劉子健、國會下議院議員張慶信以及雪蘭莪賽馬公會主席詹學龍等人會面。在新加坡則參訪新加坡國立大學，觀摩青創育成中心，為高雄市未來成立青年局作準備。此行也見證台灣與澳洲賽車運動產業業者簽署合作意向書，將賽事命名為「台灣極速系列」（Taiwan Speed Series），也不排除引進澳洲超級房車錦標賽。
2019年3月22－28日，韓國瑜出訪香港、澳門、深圳、廈門作城市交流，並完成約52億新台幣的農漁產品合作意向書與訂單，也會見香港特首林鄭月娥等官員。會面過程中，韓國瑜表明自己「強烈支持九二共識」。由於韓國瑜此行會見中聯辦及國台辦主任，陸委會認為行前並未報備而要求補件。。韓國瑜回到高雄，在議會備詢時，民進黨議員就韓國瑜會見中聯辦官員一事逼問韓是否支持一國兩制，韓兩度回應自己「支持中華民國，反對一國兩制」。

#### 第2季
2019年4月9－18日，韓國瑜訪問美國，此行除了在哈佛大學費正清中國研究中心、史丹佛大學舉行不公開閉門座談會，發表英文演說及問答外，也會見波士頓、洛杉磯、聖荷西、舊金山的僑胞與洛杉磯第一副市長何契珍，並參訪當地的高科技產業，還獲頒矽谷所在地聖塔克拉拉郡的榮譽市民，這是韓國瑜第一個榮譽市民頭銜，也是首位華人獲得此榮譽。
2019年4月26日，前國民黨立法委員蔡正元在Facebook發文提及國民黨主席吳敦義為韓國瑜募款4,000萬新台幣做為競選高雄市長的經費，韓國瑜否認並以「我可以辭掉高雄巿長」回應，吳敦義則表示有捐是事實但當黨主席以來從不會經手黨內任何經費，吳敦義28日受訪說「老實講，選舉能自己吃滷肉飯，也請別人吃滷肉飯嗎？登廣告也能用滷肉飯給他嗎？不可能嘛！」。29日，韓國瑜公布捐款細項，收入總額約1億2,914萬新台幣，支出約1億1,408萬新台幣（雖超過法定上限但無罰則），個人小額捐款佔87%、營利組織捐款佔9%、政黨捐款佔0.1%、其他捐款佔4%，這些帳目已交由監察院查核，絕對沒有所謂的「4,000萬」，並指蔡欠他一個道歉，過後蔡正元指原本那篇文章在談論吳敦義，「沒有想談韓國瑜」，也不曉得引發媒體關注，造成韓國瑜的困擾，他向韓市長表達歉意。另其競選結餘款1,500多萬，韓國瑜說等監察院通知可以動支，才能實施捐贈，將全部捐贈，一毛不留。「中天新聞影片：選舉結餘款1,500萬和選票補助費2,600多萬，通通不會收進自己口袋，要捐出來幫助青年創業還有單親的珍珠媽媽」。
2019年4月30日，韓國瑜上台北流行廣播電台節目《POP撞新聞》，有署名「陳東坡」的網友於Youtube直播節目時留言「殺韓幹韓市長女兒」，威脅對韓國瑜及韓冰不利，先前一位署名「呆湾狼」網友留言「韓國瑜今晚必死」。市府獲知後，即刻向警察局報案提告，5月26日，警方對高雄市政府向警方提供的2案，經查IP位址都來自香港，並非臺灣人所為，韓國瑜於是簽名，不再告發。警方表示，中國網軍已是國安問題。
2019年5月8日，立法院內政委員會上午審查公民投票法修正草案，遭國民黨突襲杯葛導致議事停擺。主席台被霸占過程中，國民黨立委蔣萬安跟李彥秀在主席台旁閒聊，由於現場麥克風沒關，因此對話遭到立法院議事轉播系統錄下直播曝光。蔣萬安說「現在當然韓國瑜聲勢還是好一點」、「我基層聽到大概七三吧、七支持韓嘛」，李彥秀也附和他的說法，直言「我聽到的也是這樣」，蔣萬安繼續說「其實支持韓國瑜的，都是比較沒理性的」、「他也說不出為什麼支持他」。之後大量韓國瑜支持者灌爆其Facebook網站，其中有不少支持蔡英文的网民假扮韓粉試圖激化蔣萬安和韓國瑜的關係（該中國時報新聞舉例兩筆反串諷刺韓粉，佔留言2.1萬分之2）。韓國瑜對此受訪說「他（蔣萬安）講話不多久就做了一個澄清，自己澄清講話的語音跟講話的邏輯，還有上下文，我完全尊重。」跟蔣萬安以前是好朋友，未來還是非常好的朋友。
2019年5月15日，韓國瑜在Facebook發文，自嘲大概是全台灣綽號最多的政治人物，對於草包、韓導、土包子、夢想家這些綽號，他從來一笑置之。並給專訪連結，談及參選總統、網軍、綽號、高雄未來等話題。
2019年5月27日，韓國瑜於質詢時，遭質疑去跑選總統行程會讓市政空轉，回應「難道我不能一面專心在高雄市政施政，用假日去選嗎？當然可以。」，民進黨市議員高閔琳則說市長是責任制不分上下班。6月，韓國瑜參加的一週一場大型造勢活動皆於週末舉辦（1日台北場、8日花蓮場、15日雲林場、22台中場、30日新竹場）。參與國民黨的「國政願景電視發表會」第一與第三場則是星期二、三晚上。。7月15日，韓國瑜星期一上午向市府請假，北上參加國民黨舉辦的民調初選記者會，在高鐵站遭嗆「上班日怎不在高雄」。請假是韓14日晚上9點30分才做決定，因考量是否要參加高雄市黑米祭。高雄市原定市政會議提早到15日、並移到茂林區舉辦，上周五宣布周二的市政會議仍在市政府舉辦；原定「多納魯凱黑米祭」活動因韓國瑜另有行程無法出席，改由副市長洪東煒出席。
2019年5月27日，高雄市長韓國瑜表示6月1日將受邀參加支持者自發性舉辦的造勢大會，對於三立新聞網26日報導，前立委蔡正元受訪時透露的『蔡正元已經陪同妙天跟韓國瑜見過面，申請路權的單位是妙天禪師旗下的「博愛基金會」，「博愛基金會」顧問蔡正元負責統籌。』造勢大會金主及主辦者為妙天一事。韓國瑜表示，妙天確實是主辦者之一，還包括其他團體和支持者等；韓國瑜說他是被動受邀，非常感謝支持者的熱情。媒體「放言」中午刊登專訪蔡正元內容，指出該活動為花蓮王傅崐萁牽線主導。下午3點，國會政黨聯盟（民國黨併入）臉書貼文表示活動與該黨與該黨主席妙天無關。下午9點，妙天於臉書發文，表示自己已經86歲了，弘法數十年，就是希望台灣能更好，世界能更好，尋求他協助的人，不分藍綠都有，他都是盡我所能，當初前花蓮縣長傅崐萁詢問能否出借場地及設備供韓國瑜市長舉辦活動，雖然有點倉促但思考後還是欣然接受。
2019年5月29日，韓國瑜擔任市長任內首次萬安演習，由副市長洪東煒代理指揮。高雄市市政府解釋韓國瑜未能到場的原因，表示韓早上9點赴高雄市議會市政總質詢後，下午3點就直接到鳳山行政中心參加市政會議，因此無法坐鎮視導萬安演習。
2019年5月30日，美麗島電子報董事長吳子嘉，指控韓國瑜包養一名新北新莊的王姓女子，非但有婚外情，還有私生女。次日韓國瑜於上午市政總質詢後，請假至台北地檢署提告吳子嘉。高雄市議員黃捷表示高雄就有地檢署，是去提告還是去造勢「其實要提告，不需要上班時間請假，可以委任律師遞狀、或自行寫刑事告訴狀，於下班後再行遞狀即可。」，隔天「被動參加」6月1日「庶民韓粉後援會」於台北凱達格蘭大道舉辦的「庶民總統團結台灣、決戰2020贏回台灣」造勢活動。

#### 六月
2019年6月9日，韓國瑜在記者問及香港反修訂逃犯條例大遊行時，再次表達對於當前兩岸路線的3點堅持，「支持九二共識！」「反對台灣獨立！」「不接受一國兩制！」，目前以台澎金馬地區來說，港澳地區的一國兩制完全沒辦法接受。
2019年6月10日，韓國瑜晚間10點Facebook發文「庶民與否不重要，拯救台灣靠你我」，表示自己就是一個庶民，庶民對他而言不是一種身分而是一種心態。並提出感想「其實我覺得既然英雄不怕出身低，做一個庶民又何必在乎曾經登過廟堂？」。
2019年6月14日，監察院公布第150期廉政專刊，首度列出韓國瑜最新財產申報狀況，韓國瑜、李佳芬夫婦兩人名下存款新台幣4,559萬6,744元，相較2001年增加約4,300萬。對於這些財產申報，韓國瑜先是口誤說成多為「政黨補助款」，到下午改口更正表示主要是去年市長選舉補助款。之後高雄市新聞局透過新聞稿表示，韓國瑜選票補助款約2600多萬元，今年已陸續捐給多家社會福利機構，迄今捐款總額約110萬元。韓另承諾去年選市長接受捐贈的競選經費，大多數將挹注青年創業，少部分捐贈社會福利機構。
2019年6月15日，高雄市長韓國瑜受訪時表示，高雄市向中央申請新台幣約5,300萬元登革熱防治經費，盼中央趕快核發。韓國瑜晚間11點於Facebook以「院長衝衝衝、防疫補助空空空」為題發文，指防治登革熱的錢分為例行性計畫專款、補助款2種。高雄市政府一直爭取的是「補助款」，但中央完全未正面回應。行政院對此回應表示，高雄市不曾以公文正式提出申請中央額外補助登革熱防治經費，「中央根本無從核撥」。對於韓國瑜的質疑，行政院發言人Kolas Yotaka詳細說明中央提供高雄登革熱防治經費的做法，2月11日，疾管署核定補助高雄市傳染病防治經費1,523萬9,000元，並函請高雄市於2月26日前辦理第一期款請款。2月19日，高雄市在上述第一期款都尚未申請撥付的情況下，就在跨部會蚊媒會議中「以會議資料方式」提案請求中央動支二備金補助其5,300萬元。疾管署當下回應，若高雄市將中央防疫補助款、地方防疫預算、地方二備金都用完後，經費若有不足，可再提出申請。（註：爾後數次流程參見新聞連結）。及高雄市從頭到尾不曾以公文正式提出，請中央在1523萬元傳染病防治經費外，再額外補助經費的具體申請用途計畫書。
2019年6月17日，高雄市長韓國瑜特地北上立法院，痛斥行政院答應核撥經費，但遲遲看不到錢下來，還稱市府已經在14日行文到行政院，希望中央能盡快核撥防治疫情所需的5,300萬經費。對此疾管署已經說明，高雄市今年度傳染病防治補助款共1,523萬9千元，當中登革熱補助款共861萬元，是全台最多，然而高雄市府聲稱公文已經送達，只不過公文送達時間是14日星期五晚間7點57分，行政院無法在職員下班後撥款五千多萬。。晚間韓國瑜在政論節目上直指行政院長蘇貞昌若再不核發5,300多萬登革熱補助款，「再得任何一個登革熱，就算在蘇貞昌頭上」。對此，行政院發言人谷辣斯·尤達卡18日臉書發文，疾管署到6月14日晚間近8點，才收到高雄市政府姍姍來遲的公文。即便如此，一收到公文也依高雄市政府所提需求，全數核撥防疫預算。
2019年6月18日，高雄市長韓國瑜一個月就花掉 2 億 500 萬的第二預備金，遭到各界質疑。高雄市府表示，總共有 14 項用途，其中有 4,700 萬用在登革熱防治上面。民進黨議員邱俊憲分析，韓國瑜早該聽勸，在年初即推動追加減預算，根據需求調整預算內容，或許就不用動支預備金、也就沒這些爭議。。
2019年6月18日，由高雄市送出，補助防治登革熱的公文送至中央後，經過衛服部假日加班2日、上班兩日後核准。並於19日行政院正式核准。19日，行政院副院長陳其邁南下高雄，下午先赴行政院南部聯合服務中心，主持「行政院重要蚊媒傳染病防治協助地方專案會議」並勘查疫區，而高市府14日請求中央補助的5318萬餘元防疫經費，也已於會議前全數批准。之後行政院副院長陳其邁與高雄市長韓國瑜一同視察三民區金獅湖市場。勘查疫區過程遭民眾對嗆，期間韓國瑜聊天中提問陳其邁「為什麼都是從這個里附近爆發，而且是慣性爆發，這個就是有問題」，怕觀光客因此不敢來，陳其邁釋疑並提出防治辦法，提供之前擔任高雄代理市長時的經驗給韓國瑜，韓國瑜表示會問是因為三民區是陳其邁之前的選區。
2019年6月25日，市長韓國瑜接連4天與模範生、市長獎得主合影，最後一場提前舉辦。最後一場仍碰上學生嗆聲。對於有些學生反對他去選總統的合影表現，韓國瑜受訪表示「其實我對於這些年輕朋友踴躍表達意見，我一向都是鼓勵，有的人會提出來做好做滿，那有的人會鼓勵打氣加油，我是覺得這麼多同學他們這麼辛苦，好不容易得到全班第一名畢業或者是模範生來這裡照一張，像是他一生之中最光榮的一刻，所以不想把太多、太多泛政治性的議題，羈絆住這樣的教育環境，所以如果同學有意見，下台之後可以對外面表示都沒關係。但是照相這一刻，這張照片是這些學生一生之中最光榮的一刻，我覺得這個是要純潔的教育環境，應該要分開來討論。」
2019年6月27日，由韓國瑜反對者操辦的公民割草行動，以韓國瑜上任高雄市長半年就去參選2020年中華民國總統選舉、無心市政等八大理由，發起罷免高雄市長韓國瑜的連署。韓國瑜自認「問心無愧，坦然面對，盡心盡力」；藍營人士認爲這是民進黨爲了總統選舉而搞出的政治鬥爭，藉以打擊韓總統選舉的實力，以及提升未來高雄市長補選中民進黨的勝算。
2019年6月28日，《蘋果日報》根據韓國瑜、李佳芬夫妻所提供的財產申報表，調閱地籍資料比對分析，前往雲林縣政府農業處、地政處、建管處等單位查證。引出雲林違章農舍事件。
2019年6月30日，韓國瑜晚間於造勢場合，指責蔡英文政府的執政將台灣分成兩個區塊，對不是民進黨執政的區塊特別不願意照顧，「去年印尼、越南爆發登革熱，中央衛福部派了疾病管制局到印尼、越南，出錢、出力、出經驗來幫助越南人，但對高雄的登革熱漠不關心」「要錢不想給錢，要人不想給人」。疾管署當晚立即發新聞稿澄清「已支援高雄651人次、核撥2,660萬元」「疾病管制署與其他國家進行防疫交流合作，向以平等、互惠、相互尊重、相互學習的精神與方式進行」。7月1日早上，行政院長蘇貞昌參加中華電信第23屆績優人員表揚大會，對於韓國瑜的說法，他表示，登革熱疫情的壓制重點是滅蚊，不要一天到晚把焦點轉移到錢的部分，高雄市政府向中央爭取防治經費5千多萬，2天就准了，但是市府到現在都還沒領款，顯然效率有問題，首長到處亂跑、話亂講，無益於疫情。

#### 七月
2019年7月2日，韓國瑜開直播，先前每周一造勢，原訂7月6號移師高雄，因擔心登革熱群聚感染取消的高雄造勢活動。改為「挺韓高雄觀光日」」推廣觀光，再度號召百萬好朋友，6號來高雄旅遊，還預告自己當天會在高雄跑來跑去，當彩蛋，或許有機會和韓粉們另類相遇。強調６號沒造勢，邀大家單純體驗港都，淡化政治味，觀光局也順勢推出「高雄觀光日」推銷。
2019年7月12日，「重溫風華年代 甄珍高雄影展」開幕，甄珍、李行、朱延平、王童、秦祥林、向華強、劉偉强等超過50位華語影人齊集高雄，這次影展會持續至28日陸續放映14部數位修復過的甄珍主演的電影作品，市府借此想要高雄成爲華語影視拍攝與後期製作的一個主要基地，韓市長期盼高雄未來能成為“亞洲好萊塢”。
2019年7月18日，韓國瑜繼7月5日穿著「青蛙裝」走到下水道幾分鐘，顯示自己對於清淤的決心，在深夜也在Facebook宣揚在神農路的清淤進度，比喻「下水道就是一座城市的良心」，並表示半年以來清淤已經比過去每一年還多，費用比過去少，預計到年底，長度或重量都會比過去三年全部加起來還多。20日陳菊反駁韓國瑜單單只算雨水下水道一項，「這不叫良心，這叫黑心」。清淤是每年的例行工作，為了選總統而污衊市府公務員，更是良心何在？陳菊辦公室指出，在都市計畫區內才叫作雨水下水道，在原高縣區雨水下水道的佈建，均未達五十％，防洪排水系統的主力就是區域排水和中小排。都計區的雨水下水道維管相對良好，所以菊市府團隊把資源主力放在更急迫需要處理的中小排清疏，還有更基礎的防洪排水建設，這才是有效的防洪工作，「而不是爬爬下水道這種做表面的工夫」。
實際上雨水下水道箱涵扮演防汛治水的非常重要角色，像是臺北市由環保局負責清淤、每半年巡檢，裡頭清可見魚。而在高雄市由水利局養護，以神農路下水道為例，資料顯示2015年清上游路段、2018年為下游，不僅間隔已三年更無清掃孔，清淤效果令人存疑，與陳菊方面稱「都計區的雨水下水道維管相對良好」有所出入。另外，此地80cm排水孔並不足以提供足夠排水量，水利局將加大截斷面並清除淤泥，並已經在上游找到分水點進行分流，避免雨水全部流入此處箱涵，造成排水不及。且綜觀高雄市雨水下水道在2016年至2018年數據也顯示並未確實清疏。目前前瞻計畫已經核定19億經費提供治水，以強化洪水防護，改善淹水問題。
2019年7月19日，下午三點至四點，韓國瑜在市府鳳山行政中心接受「風傳媒」與「新新聞」專訪。下午4點市長韓國瑜臨時新增行程，下午5點將視察七賢抽水站。下午4點高雄市政府緊急宣政府布「0719豪雨災害應變中心」二級開設，由副市長李四川主持。韓國瑜原定下午5點視察七賢抽水站的公務行程臨時取消。下午5時30分召開第一次工作會議，地點：災害防救辦公室(凱旋四路119號7樓)。7點到「高雄林皇宮」，參加高雄市餐飲業/西餐服務人員/美姿禮儀造型職業工會舉行聯合大會暨「業總匯廚藝美食展」，原訂在下午6點到場，因主持豪雨應變會議，於7點到場。20日，市府說明此為公務行程非私人飯局。
2019年7月20日，因719暴雨，韓國瑜取消周末到台中拜訪紅黑派宗教界的行程，因中央災防已降為3級，早上市災害應變中心的會議由副市長李四川主持。高雄市政府簡訊通知預告，韓國瑜下午4時30分將勘查因豪雨導致地下室進水的苓雅區「裕藏富邑大廈」。韓下午到地下室淹水的「裕藏富邑」大樓勘災表示，希望中央加發受災戶新台幣2萬元補助。行政院回應表示，若達到淹水救助的標準，請高雄市政府盡速提報，行政院將全力協助。
2019年7月21日，韓國瑜曾於19日傍晚主持高雄市政府0719豪雨第一次工作會議後受訪表示，719下午最大時雨量126毫米，超過去年823水災，但水退得比以前快，证明清淤有用。對此，中央氣象局指出，「以降雨強度來看，去年823當天平地最大時雨量在高雄大寮區的111.5毫米，山區最大時雨量則是在六龜鄉的105毫米；今年719當天平地最大時雨量在高雄仁武區的126.5毫米，山區最大時雨量則是在桃源鄉的43.5毫米。氣象局分析，兩次豪雨事件降雨強度相當，都是一定會淹水的等級，只是今年降雨時間集中在7月19日下午1點到下午5、6點，823則是持續一整天，因此今年水退的比較快是絕對的。」「以累積雨量來說，823平地累積雨量最高在旗山區476毫米，山區為六龜鄉548毫米；719平地累積最高為小港區271毫米，山區以茂林最高95毫米。氣象局表示，去年豪雨累積雨量是今年的快2倍多，且無論山區、平地時雨量皆超過100毫米，降雨範圍廣、降雨時間也長，去年豪雨規模絕對比今年來的還大。」。
兩者比較，719最大時雨量在仁武區126毫米，日累積雨量271毫米（降雨主要集中在12時至18時）；823最大時雨量在大寮區111.5毫米，日累積雨量476毫米（全天24小時）（部分地區主要集中在9時至15時）其中一高峰10~11點（苓雅區88前鎮區108大寮93林園91）。
2019年7月22日，韓國瑜接受東森評論無雙節目主持人平秀琳的專訪，韓國瑜談到消失20小時的原因。「實在不是很想講，因為自己家裡的事情，因為我母親的事情，我母親身體不舒服的事，但我從來不願意去講。」。
2019年7月23日，媒體獨家報導拍攝到韓國瑜21日與妻女李佳芬、韓冰，下午3點多在台北市老爺酒店，密會過去撰寫論文時的指導教授蘇起。韓國瑜對媒體提問「韓國瑜北上與蘇起談了些什麼呢？」回應表示，蘇起老師將加入他的國政顧問團，成為負責兩岸與國際這領域事務的重要智囊。
7月31日晚，韓市長與市府首長、民意代表、救難救助單位代表、罹難者家屬及傷者等一同出席高雄石化氣爆事件5週年紀念大會，以追悼亡者並警醒後世重視公共安全。韓表示未來市府將从「生活扶助與照顧」、「災區救助與振興」、「安全城市與防災」三大面向持續檢討各項公共安全議題，延續各項扶助受傷民眾與重建工作。由於活動以官員為主，並輔以歡樂的音樂會，引發批評主客易主且有失莊重如簽唱會。

#### 八月
8月1日，高雄市108學年度新卸任校長布達暨交接典禮於社教館舉行，韓市長致詞表示高雄教育從今年開始有所改變，市府以推動雙語教育、照顧弱勢族群、教育回歸基本面为三大重點方向。
8月2日上午，韓市長出席由高雄市府與福澤基金會共同主辦的「108年父親節暨第45屆模範父親表揚活動」，他感謝福澤基金會辦理模範父親選拔表揚活動將每屆模範父親的優良典範宣揚給大眾，他期盼表揚活動讓社會重視長期為家庭付出的父親。聘請美國NCAA頂尖籃球教練教學指導吸引了各縣市60位國中小學生參加的高雄市「2019 PLG籃球國際雙語夏令營」当天於小港高中舉行結業式，韓市長到場為優秀學員頒獎鼓勵，他期勉在場學子加強語言能力用中英文行遍華人圈和全世界。下午，韓出席「高雄市工商發展投資策進會」揭牌儀，韓表示工商發展投資策進會將作為企業界和政府之間溝通的橋樑協助企業界解決問題。
8月6日，韓市長出席「因為有你 讓月更圓」高雄市身障團體秋節禮品推廣活動記者會，他表示每年在中秋節推廣身障團體用心推出的商品，讓長期被照顧的身障朋友感受到了希望及快樂，因此他現場訂購200份秋節禮品支持並鼓勵身障朋友邁向自立。
8月7日，韓市長下午分別在鳳山及四維行政中心主持中元普渡祭典，率市府局處首長及同仁一同上香祭拜，祈求國泰民安。7日晚，韓市長出席高雄市府舉辦的「2019寶島仲夏節-愛河水漾嘉年華」七夕特別活動「愛河等侶來挑戰」，祝福所有愛侶們「永浴愛河」、情人節快樂。
8月8日，高雄市府與國立高雄大學今明(9)兩日在國立科學工藝博物館北館共辦莫拉克風災10周年紀念活動。韓市長藉由下午的研討會回顧災害歷史、分享防災經驗，能記取教訓、承傳經驗，避免重蹈覆轍。晚上在杉林大愛園區舉辦感恩紀念晚會，韓市長偕前總統馬英九、前副總統吳敦義、前行政院長劉兆玄及唐獎基金會、紅十字會、佛教慈濟慈善事業基金會等嘉賓，與當年的受災戶共同出席。韓勉勵小林村居民走出傷痛、共同攜手邁步向前。
8月9日，2019台灣創業連鎖加盟大展於高雄展覽館開幕（展期從9日至12日），韓市長出席見證廠商國際授權簽約儀式，預祝展覽順利圓滿成功，招募更多青年創業者。
8月12日上午，中央氣象局針對高雄山區發布豪雨特報，桃源區跟那瑪夏宣布停班課，甚至桃源區對外的唯一連絡道路嚴重走山，假日才剛結束南投拜廟之旅的韓國瑜回到了高雄，但有民眾跟《ETtoday新聞雲》爆料，指韓國瑜12日上班當天上午，就待在他左營住所當中，直到快接近中午才出門，質疑韓國瑜拚選舉累了嗎？是否在家裡休息？對此高雄市新聞局長王淺秋回應：「行政首長的工作本來就是責任制，從來就沒有固定的上下班時間，加班也不會有加班費或補休，即使回到家常常都還在處理公務。」。
8月12日下午，韓市長視察曹公新圳護岸加高及後勁溪曲道清疏工程，聆聽後勁溪排水6處瓶頸段問題及改善對策，他叮囑河道清疏清淤必須落實，以達到最好的排水效果。
8月13日上午，因昨夜劇烈降雨雷擊，韓市長邀請各相關單位召開防災會議以掌握並應對各區災情。之後動身前往視察二仁溪沿岸的田寮崇德橋、阿蓮中路橋及石安橋的水情。
8月14日上午，高雄市公私立各級學校108學年度校長聯席會議於輔英科技大學舉行，韓市長出席頒獎表揚優秀國小。
會後受訪，對於高雄豪雨有女騎士淹死，但晚上他卻去了輔選行程，韓國瑜回應，在鳳山有個貴賓接待後，就趕到岡山、也趕到殯儀館去，但家屬已經離開，而檢察官也還沒有相驗，所以他預計今天14日再去慰問家屬。被問到出門上班時間，韓國瑜反問，盯著他看的記者或狗仔，怎麼不報導一下他幾點回家？是不是應該要有一組人盯著他家，看他幾點下班？他強調，巿長是全部責任制，不管是打電話連絡事情，或者看一些資料，人在任何時間、任何空間、任何地點做任何事情，統統是負全部責任的。歡迎狗仔、媒體或有心人士每天早上盯著他上班，但也花一點時間看他幾點下班。
8月15日上午，今日高雄市108學年度校長聯席會議以「雙語數位齊推動、多元學力俱提升」為主軸，韓市長再次到輔英科技大學頒獎表揚高國中校長；因上午山區豪雨不斷，韓市長下午主持災害應變中心工作會議，與山區指揮中心視訊連線瞭解雨情。
8月16日，因連日降下豪大雨，韓市長下午趕往六龜區及桃源區視察，韓盼盡快改善淹水區段，請區公所協助架設臨時便道以便桃源出產5萬公斤芒果運送下山減少損失。
2019年8月16日，去年8月，旺旺中時媒體集團提出「無色覺醒十大主張」，當時韓國瑜正參選高雄市長，率先出面支持並簽署「無色覺醒十大主張」。韓國瑜表示，無色覺醒十大主張包括重啟核四、課綱正常化、全力拚經濟、兩岸交流無障礙等，和他先前不少說法都重疊，會從他口中說出，代表韓國瑜本來理念就是如此，這和蔡衍明董事長一點關係都沒有。。
2019年8月20日，韓國瑜出席市政會議受訪，被問及夫人李佳芬質疑國家機器監視監控家人一事，表示「其實這一段時間，我們感覺到國家機器動得非常的厲害，包括我的車子，都可能被裝追蹤器，其實我們很清楚，到了保養場就知道。」並稱自知講出車遭裝追蹤器「一定又是軒然大波，又是韓導自導自演等，我的訊息是非常準確，我不想講。」。高雄市政府新聞局長王淺秋下午初步回應，「該只可疑的追蹤器不是裝在車內的GPS，跟GPS是不一樣的東西。據了解，那只『追蹤器是在引擎上發現』的」。國民黨台南市黨部主委謝龍介在政論節目上附和有看到一條線，並表示不可能是在引擎上，推測是在車底下。。國民黨高雄市議員陳麗娜亦表示據據市府單位形容，追蹤器的確是放在引擎上，引擎蓋一打開就看到。21日，高雄市新聞局中午12時34分發出聲明，指蔡英文2011年在野時，抨擊當時的馬政府進行「政治偵防」，質疑蔡當時為何沒提告？不過立即被律師黃帝穎打臉，表示自己就是當年提告的委任律師，新聞局長王淺秋則在5小時內改口，親自說明是指「非蔡本人提告」。傍晚，新聞局長王淺秋開記者會詳細說明追蹤器事件。22日，陳麗娜受訪表示，打電話進市府詢問，被告知打開引擎蓋就發現追蹤器，還有拍照存證。不過新聞局長王淺秋21日晚間澄清，說她從未說過在引擎蓋發現追蹤器，對此陳麗娜表示，第一時間的確跟市府查證過，市府說法轉趨保守，她認為可能另有考量。
2019年8月20日，高雄市長韓國瑜日前在美國商會演講大講「晶晶體」，遭網友質疑他是否真的是英語系畢業，25日在臉書發出東吳英語系的學士學位證明書自清。26日受訪時再度表示，現在抹黑已經抹到無法令人相信的地步，「就像把愛與包容逼到懸崖旁邊，沒辦法再退了，已經到了顛倒黑白的地步」，現在跟律師商量，準備提告。
2019年8月22日，國民黨總統參選人韓國瑜的國政顧問團，今中午南下國民黨高市黨部做直播談能源政策，被質疑違背韓國瑜平日市政、假日國政的承諾，韓國瑜回應指出這是午休時間，等一下馬上就趕回鳳山辦公室了。韓國瑜國政顧問團今由總召張善政、副總召杜紫軍、能源政策組黃士修，偕同韓國瑜，共同說明能源政策，直播過後，約下午1點15分接受聯訪。張善政說明，這是顧問團第一次南下、跟韓市長碰面談實質政策，這形式未來會延續下去，不一定每次都要韓市長親自出席，但每個禮拜都會端出一個議題，像今天能源這麼重要的議題，就會南下高雄跟韓市長一起舉辦，以後原則上是一個禮拜一次，都會端出不同的題目來讓大家耳目一新。
2019年8月28日，韓國瑜出席108年第4次治安會報，會中表示非常憂慮毒品氾濫問題，指調查資料發現18歲以下占吸毒人口52%。對此，刑事局晚間發布新聞稿澄清表示，民國106、107年查獲未成年人吸毒者佔總施毒人數分別為0.39%、0.37%，呈下降趨勢。
2019年8月29日，韓國瑜中午與國政顧問團再度進行直播，提到人才問題，舉例譬喻「鳳凰都飛走了，進來一堆雞」，此話一出，馮燕當場回說：「不能這樣講啦，不能有歧視。」，韓國瑜當場表示是開玩笑，事後再次澄清，是海外鳳凰跟雞都一起來，怕又被曲解，並表示是自己就是屬雞。晚上八點多，高雄市長韓國瑜要跟，新住民姊妹們座談，坐在位置上聽樂團演奏，疲倦地閉眼，接下來主持人連續喊，也沒聽到。疑受風寒，韓國瑜取消原定的夜宿新住民家，還有30日一早7點半的早餐會行程。不過仍照既定行程，到了來自上海的新住民徐莉家中，得知對方的另一半羅老闆29日正好是生日，還特別獻上祝福，祝對方生日快樂。9月4日，直播再度出面解釋，表示自己說的是「非法打工」與「賣淫」者，不能讓他們搞亂台灣。
8月29日，韓市長出席市府於大魯閣草衙道鈴鹿賽道樂園舉行的國際網紅宣傳記者會，並與來自馬來西亞的才華型網紅Cody Hong(方志勇)進行疾速樂高雄國際卡丁車競賽。市府也邀請馬來西亞、泰國、日本、韓國、香港五組國際知名網紅到高雄拍攝行銷短片以吸引國際旅客來高雄旅遊。
2019年8月30日，「愛情摩天輪暨複合商業開發招商說明會」下午在駁二特區城市商旅舉辦，說明會吸引來自歐美、港日、台灣40廠商70人參與。有休閒娛樂、不動產開發、百貨、壽險等國內、外開發商與會，全程閉門不開放媒體拍攝。會中建議4塊開發基地，年底擇一公告招商，預計明年4月動工，但其中3塊土地高市府未有所有權，有所有權的1塊土地也沒掌握過半產權。會前記者聯訪，對於愛情摩天輪的土地問題，韓國瑜回答說，經發局找了6個地點（應指最早），還要看廠商意願，經過土壤調查，並與相關單位配合。民主進步黨籍高雄市議員邱俊憲表示，前3塊土地地上權都屬交通部航港局，委託台灣港務股份有限公司管理，中都69期重劃區地上權分屬唐榮公司與高市府，但高市府未有過半產權，要地上開發仍受制於人。邱俊憲說，4塊預定地中有3塊土地所有權不在高市府手中，如果沒與中央政府共同開發，怎麼拿來招商，這豈不是詐騙集團？31日，行政院長蘇貞昌出席「用鋼業者真有力」座談會前受訪表示，地方首長有什麼創意，中央都會全力協助，但須切合實際，若有具體規劃，中央都會一本公平和協助發展的角度幫忙。

#### 九月
2019年9月1日（週日），由於韓國瑜競選總部發言人何庭歡預計在每周一、三、五，在韓國瑜臉書開直播「黑韓無極限，公平正義是底線」澄清黑韓事件。在彰化參訪8間廟進行選舉造勢的韓國瑜對此表示，現在黑韓太厲害，所以白韓產業鏈也要出來，「你們能黑，我們就能白」。宣布「白韓產業鏈」正式啟動。
9月2日下午，韩市长到苓雅區安瀾宮、意誠堂參香祈求國泰民安、市政順遂，後至苓雅區公所帶領在地機關學校首長向民意代表、里長、調解婦參委員、寺廟主委、地方仕紳、社區及商圈理事長等人當面請益建言，以了解地方需要及市府政策需精進之处。
2019年9月2日，九三軍人節前夕，由中華民國退伍軍人協會、中央軍事院校校友總會等六大軍系社團為骨幹，再廣納中華退將總會等20多個退伍軍人社團等組成的藍軍志工團，晚間在高雄左營四海一家聚會，韓國瑜應邀到場致意受到歡呼歡迎，會後離去時對於媒體提問的今天非假日仍安排有關的競選行程時，韓國瑜只回應「謝謝」。因巧遇金馬影后歸亞蕾而延後25分鐘到場。
2019年9月3日，韓市長上午回去主持市政會議，受訪時聽到遲到有感而發表示，「台灣民眾眼睛是雪亮的，不要到了選舉不停的抹黑，2,300萬台灣民眾，應該要求執政黨，韓國瑜不是執政黨，我是在野的，每天比執政黨監督的還要嚴格，這樣公平嗎？」。3日下午市长前往旗山區公所市政請益聽取在地民眾心聲，他表示旗山的香蕉創造了台灣農業外銷奇蹟，市府重視農業外銷会儘速解決在地問題。
2019年9月3日，高雄市長韓國瑜自9月2日起展開「市長來開講」行程，計畫到各行政區區公所與民眾對談，並到當地的廟宇進行參拜，所到之處幾乎都有韓粉「凍蒜」聲，下午在旗山區公所座談前，前往天后宮參香，仍舊有人大喊「凍蒜、韓總統好」，一旁的隨扈趕忙制止，韓國瑜事後澄清「這個時間跟選舉無關」。
2019年9月4日，韓市長於《黑韓無極限 公平正義是底線》第三集直播中表示接到第一線海關人員陳情海關人力少，無法一一盤問，導致近期抓到許多來台賣淫與非法打工一事。財政部關務署回應，韓對海關業務有所誤解，那應屬內政部移民署業務。韓競選辦公室表示，海關人員與移民署同樣服務在國門，要政府相關部門不要顧左右言他，忽視國人及基層同仁所關切的問題。前鎮漁港首座以花枝丸為主題的觀光工廠「宏裕行花枝丸館」当天隆重開幕，韓市長前往剪綵祝賀。下午韓市長出席「2019幸福久久 最愛幸福在新興」活動記者會，他呼籲業者要嚴守品質讓觀光業蓬勃發展。活動將於9月7日展開，包括金婚囍SHOW、LOVE逛市集、愛情微電影及創意婚紗櫥窗比賽等。
2019年9月5日，原本連續兩個周四都利用中午發表國政，韓國瑜競選辦公室指出韓另有市政行程，今日國政直播取消。
2019年9月5日上午，韓市長前往左營海軍艦隊指揮部敬軍慰勞在營服役的官兵。5日下午，韓國瑜拜會林園區的鳳芸宮及廣應廟并请益市政，他表示捷運線的延伸對林園非常重要，期許林園挖掘出觀光亮點和配套措施，讓人潮和錢潮可以留下來。
2019年9月6日，韓市長與日本東京大學學者松田康博等人會面，行程原定11點20分，韓國瑜一行人和日本學者們卻在11點36分才現身，韓國瑜還特地強調「今天我沒遲到，我等日本人25分鐘」。之後松田康博透過臉書澄清該篇新聞。晚間，韓國瑜受訪時說，一來是我早到，因上次日本國會議員來被說遲到，二來通知的地點，因為是一個台北的大學教授帶他們來，沒有瞭解四維跟鳳山，聯絡時通知是鳳山，剛開始。日本這個團完全沒有遲到，做個澄清。因上次招待日本眾議會議員，從佛光山趕來遲到25分鐘，今天下午用開玩笑口吻說我等了25分鐘是希望大家笑一笑而已，沒別的意思。之後超過1.6萬留言湧入松田康博臉書頁面。7日，媒體報導漏網鏡頭，於會前，高雄市新聞局長王淺秋笑著說出：「我跟你們說喔，這次是日本人遲到，不是我們遲到，日本人才剛到樓下喔」，遭批失言。8日，松田康博重啟臉書並發文回應。
9月6日，「高雄國際建材大展」在高雄展覽館舉行開幕禮，韓市長致詞表示今年1月到7月高雄工地总数、申請建築開工數、五星級和其他星級酒店住房率都比去年同期成長明显，為建築建材及室內裝修業帶來許多商機。
9月6日下午，「108年國民體育日高雄市體育有功人員表揚典禮」於寒軒美饌會館陽明店舉行，總計表揚57名體育有功人員及單位，韓市長晚間出席典禮致詞時表示，希望發掘並訓練更多優秀選手，並預祝大家體育節及中秋佳節瑜快。
9月8日，韓國瑜前往新北市造勢，場上提到，從今以後，只要看到抹黑、假民調、韓國瑜吸毒包小三等黑韓新聞，眾人可以試著反嗆「他奶奶的」。此言論引出許多議論，認為這樣的做法不合適。對此韓則回應，自己早就被黑習慣了，根本就不在意，「即便是早上出門，要先走左腳還是右腳都會被黑」。韓國瑜於新北市造勢請來站台的貴賓馬英九，因韓國瑜未到場變成助講員，於場上致詞時遇韓國瑜到場，讓台下韓粉開始鼓譟，甚至被主持人給打斷，被迫結束演講，只留下馬前總統很錯愕的說我還沒講完。前馬辦發言人徐巧芯因此於臉書發文維護馬英九。9日，韓國瑜競選辦公室回應，對於流程稍有耽誤，深感抱歉，另外由於活動流程大幅延後，其實韓國瑜是在場外等候，沒有遲到。事後韓國瑜強調自己沒有遲到，也親自致電給馬英九表示歉意，馬辦則回應，馬前總統沒有放在心上。未來這種幕僚疏失，能夠避免就盡量避免，有一部分的韓粉或是群眾不理性，我們還是要審慎評估，要怎麼來處理。。
9月9日下午，韓市長率市府團隊前往三民區進行市政請益，參拜三民區灣子內朝天宮及大港保安宮，感謝地方廟宇長期慈善之舉。
9月10日晚，韓受邀參加國民黨台北市黨部晚間於台北市大直典華舉辦「國民黨2020勝選暨台北市里長服務促進會授證典禮」，與黨籍里長、基層領袖米粉會。原規劃要同台挺韓的前總統馬英九昨天下午將行程提前，讓同台瀕破局，被解讀新北造勢心結未解。馬英九幕僚表示，早在市黨部規劃米粉會前，馬原本今晚就有行程，之前只是配合趕趕看，但經考慮仍決定回歸原行程安排，才將出席時間提前，好繼續完成原本行程，更動行程與周日造勢大會的事無關，馬仍會堅定挺韓。韓今天中午也聯繫台北市黨部，將行程提前1.5小時到，展現誠意。韓在下午約3點多時離開市府，3約點45分現身左營高鐵站，搭乘3點55分的車北上。預計6點抵達現場，將與馬英九、吳敦義同框。於車站面對媒體諸多提問，韓國瑜只回應「謝謝」。根據高雄市府人事處資料顯示，公務人員上班時間為上午8點至下午5點半，對外界質疑說好的「平日拚市政」，是否又破功。高市府表示韓是請事假，從3點半至5點半共計2小時。馬英九在17時50分提前抵達現場，到場後支持者歡聲雷動，逐桌向參加的里長致意但沒有坐下，約10分鐘左右，搭電梯下樓。韓國瑜約在18時抵達，進入會場時馬英九已經離開，兩人巧妙錯開。被問到是否是故意不見韓國瑜？馬英九離開活動時僅回應要趕下一個行程，隨即搭車離去。。
9月11日上午，高雄市政府為迎接雙十國慶特別舉辦「璀璨高雄 十月慶典」系列活動記者會，韓市長出席並呼籲市民朋友一起來掛國旗讓高雄重溫旗海飄揚，還廣邀海內外朋友來高雄觀光慶雙十。高雄市府舉行「108年度資深暨特殊優良教師表揚大會」，共有1,085位老師受獎，韓市長親自頒獎予優秀教師肯定老師們的付出與奉獻。11日下午，韓市長率市府團隊參拜前鎮鎮南宮及草衙朝陽寺，祈求四時無災、闔家平安，之後前往前鎮區公所進行市政請益，並向執行登革熱防疫的一線人員及里長們致意。
9月12日下午，美國傳統基金會副會長 Jack Spencer 一行人率團拜會高雄市府，與韓市長就高雄市政發展、台灣經濟前景、中美貿易戰、兩岸關係、公共衛生、能源政策等議題進行交流，韓表示市府積極排除投資障礙，希望透過創新科技走廊、文創經貿特區、自由貿易運籌中心及精緻農業樂活區等計畫，建設友善、自由的投資環境，吸引國際企業進駐高雄。
9月16日上午，高雄市108年優良職業汽車駕駛人、績優交通警察、交通義勇警察暨高雄捷運定期檢查優等機構表揚大會在漢神巨蛋舉行，韓市長出席頒獎典禮表揚今年獲獎人員，肯定他們在交通安全與運輸文化崗位上的努力付出。下午，韓市長率市府團隊到岡山區協和宮及壽天宮參香祈福，之後赴岡山區公所進行市政請益，聽取興建青年住宅、岡山火車站與捷運站連接及停車問題、交通接駁、汙水下水道接管、增設親子公園及托育中心、金紙集中燃燒載運時間、野狗傷人等建言。
9月17日中午，「2019高雄幸福三太子-八仙戲遊金獅湖」記者會舉行，韓市長表示市府致力推動宗教觀光，也會持續展現不同的宗教特色。2019高雄幸福三太子將於9月27、28、29日在三民區金獅湖畔舉行。
9月18日下午，韓市長率市府團隊到左營區參拜新庄仔天公廟及舊城城隍廟，然後赴左營區公所市政請益，聽取眷村保存、公園維護及打造特色旅游、輕軌路線規劃、興建青年住宅、弱勢照顧、道路開闢打通等建言。
9月19日上午，韓市長受全國商總之邀參與「代代護地球、種樹百萬顆」的植樹活動，與商總理事長賴正鎰一同種下小樹苗，韓希望市民一起種樹抗暖化、降空汙，讓高雄成為一個陽光燦爛、綠意盎然的城市。下午到鳳山區參拜協善心德堂和龍山寺，並到鳳山區公所市政請益，聽取公園養護及特色、排水系統清淤、登革熱清除、電桿地下化、闢建活動中心、道路維護品質、密集監視系統等建言。
9月20日上午，韓市長出席達麗米樂『岡山樂購站前廣場』動土典禮，他表示此次總投資金額約20億元預計可增加1,100個就業，讓南岡山站前北機廠開發區塑造成北高雄日常商業活動的重要據點。韓市長出席2019高雄十大化妝品伴手禮甄選成果發表會頒獎表揚在地優質廠商，並鼓勵觀光客、市民朋友採購化妝品時優先選購十大伴手禮。韓市長受邀出席「108年教育部校長領導卓越獎暨教學卓越獎頒獎典禮」，肯定得獎校長的奉獻。
19日晚警方逮捕高雄直播主槍擊案8名嫌犯，查獲2把手槍及35顆子彈；9月20日下午韓市長到前鎮分局頒發破案獎金，慰勞感謝基層員警的辛勞付出。他提出維護治安的三大目標：第一，反毒，將毒品趕出高雄；第二，嚴格執行酒駕勤務，以免造成更多家庭悲劇；第三，街頭暴力零容忍。
在17日3起多人砸店砸車飛車追逐，延燒到19日多起暴力及槍擊，因高雄近日發生多起暴力衝突事件，19日，內政部警政署署長陳家欽上午除要求高雄市政府警察局相關主管檢討外，也責令內政部警政署刑事警察局局長黃明昭南下高雄，坐鎮指揮，全力查緝。黃明昭上午11點到高雄市警察局，他表示，嫌犯是具有幫派背景，且有部分是從外縣市而來，因此刑事局與高市警局結合共同查緝這些對象，現在最重要是要將這些滋事分子繩之以法。內政部次長陳宗彥19日下午3點南下，抵達高市警局聽取簡報，瞭解案情。他強調高雄市治安這陣子確實需待整頓，否則總統大選期間，恐讓維安工作出現隠憂。陳宗彥表示，內政部部長徐國勇特別重視高雄最近的治安狀況，他代表徐國勇至高市警局，聽取刑事局長和高雄市警察局長的專案簡報。19日晚警方逮捕高雄直播主槍擊案8名嫌犯，查獲2把手槍及35顆子彈。9月20日，韓國瑜下午臨時更改行程，提早在警政署長之前。到前鎮分局頒發破案獎金，慰勞感謝基層員警的辛勞付出。他提出維護治安的三大目標：第一，反毒，將毒品趕出高雄；第二，嚴格執行酒駕勤務，以免造成更多家庭悲劇；第三，街頭暴力零容忍。韓國瑜頒發破案獎金前，先感謝局長、前鎮分局長率警察同仁努力，火速在昨晚偵破前鎮寵物店槍擊案，將8嫌緝捕歸案，並查獲2槍35發子彈。話鋒一轉，韓直說，明明高雄市今年刑案較去年同期減少，破案率也提高，治安排名六都第三，但為何槍擊案一發生，卻鬧得沸沸揚揚、全國矚目，甚至中央政府從內政部長、警政署長到刑事局長都要進駐高雄。「這對高雄來說，是不可承受之重。」韓國瑜痛批，這搞法根本把高雄市形象搞壞。對此，徐國勇20日臉書發文表示，韓國瑜對他的來到，似乎有些意見，再次強調他請陳次長、警政署刑事局到高雄關心，就是為了支持高雄、讓高雄市形象更好，「韓市長若是早些注重治安，高雄形象就不會受傷了。身為總統候選人又是高雄市長，請韓市長不要以政治操作及政治語言，對辛苦的警察同仁說出傷害的話。」。21日，韓國瑜假日總統造勢行程，到台中市拜廟，下午於台灣寺廟金蘭會演說時歡迎大家有空來高雄玩，強調「高雄的治安沒有那麼差，請放心，什麼街頭槍聲大作，絕對沒有這款代誌」。
2019年9月23日，韓國瑜出席109年度高雄市總預算案籌編說明會，會中民進黨議員高閔琳提出數個問題，其中詢問韓國瑜過去數個政見之挖石油的政見預算編列在哪裡，要求韓回應。韓對此問題反問「第四個挖石油，請問誰說的，高議員，今天把這個話講清楚，誰說的？誰說挖石油的？」高閔琳回應，「您自己的競選政見」，韓又說，「我的政見有白紙黑字出來？」，高則表示，「您講過的話請兌現」。接著發言時間到。
2019年9月24日，高雄市議會定期會開幕，市長韓國瑜在開議前拜會各黨團，民進黨團總召韓賜村向韓提及晚間6點準時散會的限制，許多議員無法排到質詢，韓回應，那屬議會的時間管控，市府尊重議會。
2019年9月26日，早先高雄市議會議長許崑源於20日召集各黨團總召協商，會中許主張須依議程準時開會散會，動用表決權強勢通過新會期議會市長施政報告及質詢、二三讀會，最晚18時散會，不再如以往讓議員「登記問到飽」，且總質詢時間屆滿就不延長。到26日，高雄市議會進行市長施政報告暨質詢，個別質詢第一次採登記抽籤方式，上午8時50分抽籤，登記的51位議員中，應可在下午6時散會之前輪到質詢的前12人，民進黨抽到5人、國民黨7人。
2019年9月27日，高雄市長韓國瑜今天在官Line發文表示，面對高雄市議會與市民的質疑，市府決定公開當年所有與氣爆有關的機密文件，供議員與民眾自由調閱與檢驗。陳善慧上午在議會質詢指出，韓國瑜市政尚未嫻熟、高雄改變還沒看到就急著要去選總統，這樣對得起市民嗎？希望韓國瑜給個交代。韓國瑜答詢表示，去年11月底當選市長後，當初只有一個單純的念頭「把高雄的經濟衝起來」，沒有想過要選總統。韓國瑜說，但今年春節後，各種民調也好、呼聲也好、輿論也好，變化實在太快，後來有主觀、也有客觀的問題，如整個大環境、海內外，特別在民調這一塊，只要把韓國瑜3個字放上去，民調一直很高，一連串的變化，他只能說是民意與天意。
9月28日，距離總統大選投票日105日，本周末沒有如往例外出造勢而留在高雄。自從2007年開始，前朝市長陳菊從未參加過祭孔典禮，全部指派副市長或副祕書長代打，高雄市長缺席祭孔13年，韓上任就當正獻官，韓國瑜祭孔時受訪表示，祭孔是大事，2500年來每年9月28日，歷朝歷代均非常重視，整個中華文化以孔孟思想為代表，孔子是教育家、思想家、哲學家，尤其50歲之後對易經的解釋，對整個中華民族文化、生活、教育影響重大，所以他今天祭孔感覺內心特別激動。。适逢928教师节和孔子诞辰，108年「高雄市紀念大成至聖先師孔子誕辰2569週年釋奠典禮」於上午7時於左營孔子廟舉行，韓市長全程出席擔任正獻官，這是高雄13年來首度由市長擔任正獻官，市府各級長官及校長則分別擔任分獻官與陪祭官，釋奠典禮由近250位師生組成，顯示市府對傳統文化傳承的高度重視。重陽節將屆，鳳山區公所於中正預校為區內近約5萬名阿公阿嬤舉行2019「九九重陽樂活鳳邑」敬老活動，韓市長親臨現場並呼籲長輩注重身體健康，市府也將做好醫療服務並落實推動長照，祝福銀髮長輩們身體健康、平安快樂。韓市長宣布10歲的世界冠軍吳比擔任高雄10月觀光代言人，吳比為2019寶可夢世界大赛(2019 Pokémon World Championships)電玩遊戲錦標賽(Pokémon VGC)兒童組冠軍。高雄市政府原民會主辨的「2019高雄市原住民族聯合豐年祭活動」於左營海軍運動場舉行，韓市長表示，原住民區面臨教育、醫療、建設、經濟等四大挑戰，市府會於年底前設立原住民商圈及原住民夜市，讓觀光客來高雄感受在地原民美食及文化。韓受到熱情民眾高喊凍蒜。市府舉辦「新世代反毒總動員系列活動-反毒志工大會師」，韓市長出席並親自授予反毒志工隊隊旗，他呼籲全民共同投入，將毒品趕出校園、社區，營造安居樂業的高雄市。下午，韓市長至台鋁觀賞以光明報事件為背景的恐怖電玩遊戲改編電影《返校》，現場邀請高雄青年創業家、義守大學電影系學生及高師大視覺設計系學生共同欣賞電影。市府亦參與投資，部分場景於高雄黃埔新村拍攝，表明市府重視電影文化產業。
9月30日，為再造經濟繁榮，市府於四維行政中心舉辦「高銀配合市府政策性貸款記者會」，韓市長表示，今天射出金融三支箭，可為高雄企業界及年輕朋友增加資金動能，謀求市府、市民以及銀行三贏的局面。「2019未來城邦：高雄創新創業大賽KO-IN Dreamer ARENA」決賽於高雄國際會議中心登場，由「智慧疫苗冰箱」奪得評審團首獎總價值達百萬元，韓市長親臨現場勉勵參賽團隊，他說市府積極辦理創新創業大賽，顯示市府鼓勵新創及完善創新創業環境的決心。

#### 十月
10月1日上午，籌備五個多月的高雄市政府青年局在高雄國家體育場正式成立，韓市長致詞時表示，高雄成立青年局的主要目的，就是讓北漂的青年可以返鄉，在創業之初可以獲得創業基金，青年局透過編列3億元的預算及7.5億銀行貸款加上民間籌資，總計約30億元規模來幫助青年創業，包括青年多元培訓、青年職涯發展、青年公共參與、創業資源整合及青創深化輔導等。首任局長林鼎超也於今日移師到高雄國家體育場舉辦的市政會議中宣誓就職。對在場媒體詢問，同樣是選前喊出的青創基金100億元，現在到位了沒。韓國瑜先痛批為什麼一直唱衰、唱衰？為何雞蛋裡挑鋼筋水泥？非常的無聊。然後回應一百億元的到位是逐步的，青年局勇敢邁出這一步，市府擠出三億元，加上銀行、民間游資，還有創投、天使基金大概估計明年規模可達廿億元。
10月2日，高雄流行音樂中心預計於2020年正式開幕，市府於駁二舉辦識別系統CI暨官方網站發布記者會，首度公布高流官網與CI識別系統意象，韓市長和高流董事長暨市文化局長林思伶共同主持。
10月3日，韓市長訪視由蘇國禎帶領的永安區石斑魚產銷班第八班，與班員互動交流瞭解產業經營現況，並受邀9日邀約，韓國瑜表示9日先列管下來，但行程未定案。前美國副國務卿尼格羅龐提大使（The Hon. John D. Negroponte）率智庫「威爾遜國際學人中心」訪問團拜會市府與韓市長就高雄經貿發展及台灣政經前景進行交流，韓強調美國是台灣的重要夥伴，談及國防合作、設立自貿區、簽訂FTA等議題。中午利用市政午休空檔開記者會，到高雄港搭乘「光榮號」輪船，扮成海賊王射穿雲箭，宣示選戰倒數100天，打贏選戰的決心與信心，他表示，自己的民調支持度仍非常強大，呼籲支持者不要沮喪、氣餒，要用手中神聖的選票決定中華民國未來4年的命運。韓國瑜說「今天就職一百天，用郵輪來表達，我們對一百天的重視。」。其實是選戰倒數百日，韓誤講成就職百日。。致詞內容還提到，自己遭抹黑到這種程度，卻從未開口罵過人。
10月4日，韓市長在重陽節前夕到長青日間照顧中心進行慰問關懷，他說市府對老人福利政策會全力以赴，呼籲大家顧好健康，減少對醫療及長照的依賴。為慶祝雙十國慶，市政府今日於鳳山行政中心舉辦「潮國慶完全攻略記者會」，潮國慶系列活動從10月9日開跑，由民間舉辦邀請葉璦菱、翁立友等人獻唱的「高雄金曲之夜演唱會」打頭陣。10月10日展開高雄展覽館升旗典禮、舊鐵橋草地音樂晚會、國慶焰火欣賞等國慶三部曲系列活動。韓市長熱情邀請海内外各界朋友來高雄參加慶典活動，與高雄市民一起來愛高雄、愛中華民國，讓高雄更熱鬧並充滿歡笑。
10月5日，韓市長走訪大樹冠瀧果菜生產合作社、美濃區農會水蓮田以及內門區農會集貨場，瞭解大樹鳳梨、美濃水蓮與內門芭蕉的產銷情況，聽取農業局長吳芳銘的簡報和農民的經驗，他再次提到「品質」的重要性，唯有良好的品質才有內外銷穩定成長。
10月7日晚，韓市長視察市警察局鳳山分局於「大和樂釣蝦場」執行臨檢情形，及釣蝦場外的文衡路執行封閉式路檢狀況。韓表示治安是市政的根本，本月是「璀璨高雄、光輝十月」的慶典活動期間，將有大批觀光客湧入高雄，為讓遊客盡興且安全無虞，治安維護更顯重要。
10月8日上午，韓市長率工務局違章建築處理大隊、警察局及水電公司等單位，針對轄內屢遭查獲妨害風化且為違建之營業場所開出強制拆除第一槍，之後將再陸續依法執行拆除其他違章場所，韓表示絕不容許非法業者挑戰市府執法底線，更宣示市府掃蕩色情打擊不法的決心。
2019年10月8日，晚間，韓市長北上參加「全國工商界支持韓國瑜競選總統後援會」成立大會，上台致詞時，韓國瑜再批評民進黨「沒出息」，讓太多台灣人民傷心，批蔡政府鎖國，強調台灣必須開放，再往下去台灣會跟北韓一樣。此「台灣北韓化」論點被臉書粉絲專頁「北韓-朝鮮經貿文化情報」提出七點反駁，其中指出韓所說的「北韓鎖國」，是因為發展核武及長程彈道飛彈受到聯合國及美國制裁所致，並非其主動鎖國。該粉絲專頁：「請不要消費朝鮮，尤其是，你根本不懂朝鮮。」。
10月9日，108年全國運動會將於10月19日在桃園市開幕，本次全運會高雄市代表隊隊職員及選手近900人，共參加34項競賽種類。為提振代表隊士氣，市府今日上午在四維行政中心府前廣場進行「壯行誓師」授旗儀式，由市長將象徵高雄市榮耀的市旗授予代表隊，期盼選手在比賽場上再創佳績，掌旗官舉重好手陳士杰從市長手中接旗揮揚。下午，高雄首屆體感嘉年華－DIGI WAVE在海洋流行音樂中心O5館開幕，韓市長率隊親自體驗體感電競表演，期望高雄體感產業獲得更多的支持與關注，把高雄打造成為非來不可的體感之都。晚間「高雄金曲之夜演唱會」登場，翁立友、葉璦菱、BOXING、金智娟、大百合等歌手接力演唱，由搞笑天王沈玉琳、南台灣主持界小天后FIFI連袂主持，吸引近2萬名觀眾到場，韓市長與高雄10月觀光代言人吳比一同上台，祝賀中華民國生日快樂，並與大家相約明天一起參加國慶升旗典禮。
2019年10月9日，在上個月18日民進黨高雄市議員指高雄市長韓國瑜將請長假拚選舉，拒絕質詢人形立牌。新聞局長王淺秋對此表示，現無具體規劃。被問到能保證市長不請假時，她說，「你保證不會離婚嗎？」的離婚說之後。以及7日韓國瑜受訪時表示，請假會跟議會溝通、依程序辦理。「請假一定會和議會溝通，一定依照法定程序辦理，正式請假一定會和各界報告」，對於「何時請假」、「是否請假刻意規避議會總質詢採拖延戰術？」等問題，韓國瑜均未答，隨即閃人的事件後。今日媒體報導韓國瑜將於本月15日市政會議後，中午即開始請假拼總統大選，16日起進行全台傾聽之旅。不過韓國瑜競選辦公室表示，有關請假訊息，確定後會再對外說明，「但我們強調：縣市首長請假，對城市的責任沒有停，但該請假時就要請假，不要假借職務資源來選舉。」。隔天即10日，韓國瑜競選辦公室副執行長謝龍介上午表示，韓將從15日開始請假，16日展開全台傾聽之旅。謝龍介下午改口表示，「韓國瑜請假日期必須經過高雄市議會同意，議會同意後，會由競選辦公室統一對外宣布。」謝強調，上午是因為會場吵雜，覆誦媒體的問題，才會導致媒體誤解。他只宣布韓國瑜將在19、20日到台南，與6名立委參選人成立聯合競選總部，至於確定的時間，韓國瑜競選辦公室會做明確說明。。韓競辦發言人何庭歡表示，韓國瑜是否請假目前尚未有確切規劃，所有行程以競辦宣布為主。15日，韓國瑜宣布請假參選總統，向市議會行文請假，主旨「貴會第3屆第2次定期大會開議及市政總質詢期間，本（108）年10月16日至12月12日，本府市長韓國瑜為參加第15任總統、副總統選舉不克出席貴會，請查照。」。並與國民黨議員合唱「我現在要出征」，獲得議員加油及民眾歡送。。韓國瑜15日接受接受「少康戰情室」專訪時提出，蔡總統競選連任，也應用請假的方式，不動用任何國家機器及資源，在同樣條件下展開公平競爭。在高雄市長韓國瑜宣布請假3個月投入總統大選，國民黨高雄市議會黨團呼籲蔡英文總統也比照辦理，保持行政中立。對此總統府發言人丁允恭表示，總統雖然也要選舉，但沒有要荒廢國政，總統每天都有很多公務要處理，不會也不可能請長假，幾十天不上班，「很訝異國民黨把市長請假不管市政當成是美德，還要總統比照辦理。」。蔡英文競選連任發言人阮昭雄則表示，國民黨市議員監督的是市長，「不要忘了自己的本份。」並批評，很訝異韓面對第一次自己提出的市政計畫及議會的總質詢，選擇的卻是逃避，也違背了自己平日市政、假日選舉的承諾。
10月10日上午，韓國瑜於高雄市長任內首次國慶日，率市府團隊參與市政府在高雄展覽館舉辦的升旗典禮，大批身穿國旗裝的民眾到場參加，韓在國慶致詞上說台灣的顏色不是藍綠橘白，而是這片青天白日滿地紅，這面國旗乘載著中華民國的苦難與榮耀，批評民進黨政府施政無能，及說如果未來他有機會擔任中華民國總統等政見，熱情民衆喊“凍蒜”力挺。韓演説時身後的一塊國旗背板突然掉落被一旁的工作人員及時扶正。他與在場民眾唱完國歌後行撫心禮向國旗致敬，最後一塊巨幅國旗拼圖由韓國瑜拚上組成青天白日滿地紅的國旗圖案，最後切下國旗蛋糕。韓市長與市府團隊特別前往蓮池潭參加高雄左營萬年季開幕禮，韓親自為火獅點睛開光，宣告為期4天的萬年季活動正式展開。晚上，韓市長出席「2019高雄電影節」 （页面存档备份，存于）開幕活動，韓感謝國內外影人、觀眾共度高雄電影節19歲生日，今年包含長短片、VR共計4,908場次的放映，期望高雄的體感科技、VR影片類在全球市場中佔有一席之地。第19屆高雄電影節將於10月10日到10月27日舉行。高雄舊鐵橋草地音樂晚會今晚開唱，韓率市府團隊到場與民同歡，同時啟動天燈象徵祈福與喜悅，現場逾10萬民眾齊聚慶祝，欣賞超過42分鐘的國慶高空焰火。
10月12日下午，市府於左營孔廟舉行今年第二場市民集團婚禮，婚禮結合萬年季以「幸福萬年、古城結褵」為主軸，營造中式古典浪漫。韓市長與民政局長曹桓榮親自為50對新人主婚、證婚、祝福。韓表示市府自明年起規劃調高第一胎生育津貼為2萬元，期許以友善市民的政策，讓大家樂婚、願生、能養。
10月13日中午，衛武營國家藝術文化中心營運滿一週年，韓市长偕同葉匡時副市長率市府團隊出席「衛武營歡慶週年成果宣告會」，見證開館一週年的成果。韩说，衛武營自開幕以來，累計共演出270檔、409場精彩節目，入館參觀累積超過380萬人次，票房銷售人數可望於年底衝破30萬人次，顯現南臺灣熱愛藝術文化表演的人口眾多。
10月14日下午，韓市长視察高雄流行音樂中心工地聽取簡報，參觀大型室內表演廳及戶外表演场地，之後到駁二藝術特區大義倉庫群參觀國際駐村藝術家及創意特色商店，並進行十月好書推薦《余光中 美麗島詩選》，當場朗誦余光中的詩作《與海為鄰》。
10月15日上午，韓市长在市政会议后接受媒体联访，表态从16日开始正式請假全心全意拚總統大選，他準備一篇《從南方出發》演講稿作為投入總統選舉的出征檄文，最后他说：“今天，我們從南方出發，是為了把南方的精神，帶給全台灣。南方是純樸的、勇敢的、草根的、溫暖的。我們會腳踏實地，一步一腳印，走過全台灣；我們要互相友愛，團結更多的人，為建設台灣，一起努力。從今天開始，讓我們懷著希望，從南方出發，重建台灣榮光”。最後更唱出軍歌《我現在要出征》。
10月18日上午，美國在台協會（AIT）主席莫健首次拜會韓市長，於前一日下午高市府人事室接到申請，指韓國瑜市長明天要銷假上班半天，雙方在鳳山行政中心會晤。副巿長葉匡時，韓國瑜兩岸、國際關係的重要智囊蘇起、何思因、趙建民等陪同會面。韓告知莫健“因时间因素不会前去美国访问”，不过国民党立委许毓仁向《中央社》爆料，其实早在国庆前夕，美方就向韩国瑜提出5道考题，但韩营内部却因为害怕韩国瑜因准备不足而“失分”，再加上行程安排有不确定性，美国之行可能对选情没有帮助，不如留在臺灣走基层，因此反对韩访美。18日下午韩营也发出新闻稿表示，李佳芬将“代夫出征”赴美會見侨胞。
10月27日下午，天主教高雄教區在高雄展覽館舉行天主教在高雄開教160週年感恩祭典，全台2,000多名教友參加。高雄教區總主教劉振忠暢談天主教在高雄160年的傳教歷程，韓市長與立委黃昭順、民政局長曹桓榮及多名藍營市議員到場。韓國瑜致辭感謝天主教160年來對台灣醫療、教育及社會的貢獻。

#### 十一月
11月29日，高雄市議會總質詢結束。

#### 十二月
12月9日，高市議會晚上9時20分審查通過109年度總預算案，審定總預算歲入新台幣1,401億3,799萬7,000元，公債及賒借收入104億1,978萬2,000元，歲出為1,465億5,777萬9,000元，債務還本40億元。藍綠經幾度協商，仍無共識，最後透過表決方式，讓總預算1,465億5,000多萬元全數通過。上午開會時，仍有10多個局處預算待審，在野黨包括民進黨、時代力量議員，針對部分項目主張擱置或刪除。但藍營認為許多預算已有充分討論，並提議透過表決審議。民進黨團發聲明指，國民黨以幾近包裹表決的方式，一口氣強勢通過包括水利、捷運、海洋、交通、觀光、衛生、環保、勞工、毒防、都發局等工務部門的預算及之前的擱置預算。民進黨團並表示，國民黨原本在本會期開始時決議規定每日會議只能進行到下午6時得延長半小時即散會，但今日議程卻早超過時間，批國民黨為了護航，還持續進行審查。。
審定總預算歲入新台幣1,401億3,799萬7,000元，公債及賒借收入104億1,978萬2,000元，歲出為1,465億5,777萬9,000元，債務還本40億元。

### 2020年

#### 二月
2月28日，228事件73週年，韓國瑜市長致詞時多次口誤，離去面對媒體詢問怒回：「我從頭到尾都講228，這麼嚴肅的追思，怎麼會這樣講話呢？」隨後在上午10點又透過高市新聞局發布影片坦承口誤道歉。

#### 四月
4月7日，高雄市議會第三屆第三次定期大會，原定4月16日開議，5月25日市政總質詢開始，不過因應疫情，市議會程序委員會在7日最後決定延會，但並無說明要延到什麼時候，是等疫情穩定後隨時開程序委員會，來決定開議時間。。是日僅議會決定休會，高雄市仍正常上班上課。
4月16日，高雄市議會程序委員會下午以5分多鐘時間議決臨時會開會議程，確定22日到24日召開。主持會議的副議長陸淑美表示，高雄市防疫是一級開設，市長韓國瑜是最高指揮官，一定要列席議會報告高雄市政府的防疫措施。民進黨團覺得只開3天太短，陸淑美說臨時會是做專案報告，3天應足夠。這次臨時會，是在議會程序委員會7日決議定期大會延開之後，由民進黨團、時代力量議員發起，共有28位議員連署，促議會召開10天臨時會來討論。今天討論的內容為決定議事日程表，最後決議22日到24日做新冠肺炎防治情形及產業舒困振興暨提升觀光旅遊相關政策專案報告。。
4月21日上午，高雄市長韓國瑜親自舉行防疫記者會。公布海軍敦睦艦群群聚感染事件第四波足跡熱點，再添6處，包括賣場、餐廳與休閒運動館等，將立即針對這6處進行消毒與後續疫調。韓國瑜說，『（原音）還有350位是戶籍在高雄，有28位查不到資料，沒有接電話92位，資料錯誤17位，願意配合我們的疫調有121位，拒絕我們的疫調有92位官兵，所以，因此，我們要再一次在這裡要拜託中央流行疫情指揮中心協調國防部，能夠全力跟高雄市衛生局這裡來配合，中央地方聯手來防疫，是唯一要走的正確道路。』。下午，中央流行疫情指揮中心指揮官陳時中在記者會上回應表示，進行疫調是執行公務的行為，希望要有公權力的公務人員去執行，而高雄市有遇到一個狀況，相關人員在做疫調時，遇到一些官兵不願配合。陳時中談到，原本高市府衛生局要以《傳染病防治法》第43條「傳染病或疑似傳染病病人及相關人員對於前項之檢驗診斷、調查及處置，不得拒絕、規避或妨礙。」開罰新台幣6萬元以上30萬元以下罰鍰。陳時中指出，經過與高雄市政府溝通過，因為用電話去疫調恐怕會衍生其他問題，若要做疫調就請相關公務人員到集中檢疫所，會請檢疫所的人員配合。他說，今天已經跟在集中檢疫所的人下命令，希望他們不要在電話中回答沒有經過確認身份的人的問題，以免衍生個資洩漏或拿來做不當運用等疑慮。但高雄市府為了確保對疫情有更多了解，也不反對，因為調查本來就是地方政府的法定職權，但希望疫調人員能表明身份、親自去，會請集中檢疫所的人予以配合。
4月22日，高雄市議會召開第3屆第3次臨時會，於9時48分在主席副議長陸淑美裁示開會後，曾俊傑就以敦睦艦隊官兵在高雄活動足跡造成疫情險峻，建議不開臨時會併同定期大會召開，至於市府要報告的防疫措施建請首長另開記者會或直播說明。在黨團代表發言後，主席9時58分裁示清點人數要進行表決，引發民進黨議員不滿，紛紛抗議退席。經表決32比2同意不開臨時會，陸淑美在10時2分宣布散會。

#### 五月
5月9日，市府展現「高效率」於深夜凌晨1點多派清潔員去清洗8日晚間11時至當日凌晨0點20分台灣基進以強力水柱噴洗磚道方式呈現的罷免投票日通知訊息。由於市府派員至現場缺乏設備無法徹底洗淨，之後以高壓水槍裝備徹底洗淨廣告部分地板。對於昨夜，台灣基進高雄黨部新聞部主任黃柏翔所發起的高市府前漏夜「洗地板」活動，高雄市政府副發言人白喬茵表示「清潔同仁維護市容整潔很辛苦，平常政治運動團體在路上發文宣表達意見，是他們的自由，市府都沒有干預。如果要發揮創意，希望政治運動團體可以體諒清潔同仁的辛苦，尤其很多都是為人母親，請讓他們可以安心過母親節」。警方則表示，當時有到場勸導蒐證及維護現場秩序。但到底有沒有違法，警方則是回應「因為以發電機及噴水槍聲響極大，員警在場勸導制止，口頭告知若持續以高壓水槍沖洗地板恐違反社會秩序維護法第72條第3款之『製造噪音或深夜喧嘩，妨害公眾安寧』之虞，經勸導後民眾停止沖刷地板之行為」。

#### 六月
6月6日，舉行市長罷免投票，投票率42.14%；結果同意票93萬9,090票、不同意票2萬5,051票，過罷免門檻57萬4,996票。罷免案通過。韓成為中華民國首位被罷免的地方縣市首長。
6月11日，在鳳山行政中心舉行韓市府的惜別音樂會，但因該場地僅供府內單位使用並未外借，而主辦單位為民間團體「打狗讚文化協會」且還尚未立案，遂由新聞局幫忙借用，遭質疑涉及特權。

## 外部鏈接
- 韓國瑜-理念與堅持 （页面存档备份，存于）.韓國瑜市長高雄市政績總整理
- 高雄市政府市政新聞 （页面存档备份，存于）
- 韓國瑜百日就職成果發表記者會 （页面存档备份，存于）.2019年4月3日
- 韓粉爲何支持韓國瑜選總統？看看他上任五個月做的事吧！ （页面存档备份，存于）.2019年5月25日发布